# Jenna Prandini
Jenna Prandini (* 20. November 1992 in Fresno) ist eine US-amerikanische Sprinterin und Weitspringerin.
2015 qualifizierte sie sich als US-Meisterin über 200 m für die Leichtathletik-Weltmeisterschaften in Peking. Im 200-Meter-Bewerb erreichte sie das Halbfinale, und im 4-mal-100-Meter-Staffelbewerb gewann sie Silber.
Für die University of Oregon startend wurde sie 2014 NACAC-Meisterin im Weitsprung, 2015 über 100 m und 2015 NCAA-Hallenmeisterin im Weitsprung.
Bei den Olympischen Spielen in Rio 2016 gewann sie ihren Vorlauf über 200 m in 22,62 s, schied aber dann in ihrem Halbfinallauf als Vierte mit 22,55 s aus.
Ähnliches wiederholte sich bei den Olympischen Spielen in Tokio, wo sie ihren Vorlauf mit 22,56 s gewann und im Halbfinale als Fünfte mit 22,57 s ausschied. Zusammen mit Gabrielle Thomas, Teahna Daniels und Javianne Oliver gewann sie im Wettbewerb über 4 × 100 m die Silbermedaille in 41,45 s. Bei den Weltmeisterschaften im darauffolgenden Jahr in Eugene gewann sie mit einer Weltjahresbestleistung von 41,14 Sekunden die Goldmedaille über 4 × 100 m knapp vor den favorisierten Jamaikanern.

## Persönliche Bestleistungen
- 60 m: 7,15 s, 13. März 2015, Fayetteville
- 100 m: 10,92 s, 18. April 2015, Walnut
- 200 m: 21,89 s, 26. Juni 2021, Eugene
  - Halle: 22,52 s, 13. März 2015, Fayetteville
- Weitsprung: 6,80 m, 11. Juni 2015, Eugene
  - Halle: 6,65 m, 13. März 2015, Fayetteville